# Efeito Warburg
Em oncologia, o efeito Warburg (/ˈvɑrbʊərɡ/) é a observação de que a maioria das células cancerígenas libera energia predominantemente não por meio do ciclo do ácido cítrico "usual" e da fosforilação oxidativa na mitocôndria, como observado nas células normais, mas por meio de um processo menos eficiente de "glicólise anaeróbica", que consiste em um alto nível de captação de glicose e glicólise seguida de fermentação de ácido lático que ocorre no citosol, e não nas mitocôndrias, mesmo na presença de oxigênio abundante. Essa observação foi publicada pela primeira vez por Otto Heinrich Warburg, que recebeu o Prêmio Nobel de Fisiologia de 1931 por sua "descoberta da natureza e do modo de ação da enzima respiratória". O mecanismo preciso e as implicações terapêuticas do efeito Warburg, no entanto, permanecem desconhecidas.
Na fermentação, o último produto da glicólise, o piruvato, é convertido em lactato (fermentação do ácido láctico) ou etanol (fermentação alcoólica). Embora a fermentação produza trifosfato de adenosina (ATP) apenas em baixo rendimento em comparação com o ciclo do ácido cítrico e a fosforilação oxidativa da respiração aeróbica, ela permite que as células em proliferação convertam nutrientes como a glicose e a glutamina de forma mais eficiente em biomassa, evitando a oxidação catabólica desnecessária desses nutrientes em dióxido de carbono, preservando as ligações carbono-carbono e promovendo o anabolismo.
Diagnosticamente, o aumento do consumo de glicose pelas células cancerosas resultante do efeito Warburg é a base para a detecção de tumores em um exame PET, no qual um análogo radioativo de glicose injetado é detectado em concentrações mais altas em cânceres malignos do que em outros tecidos.

## Pesquisa de Warburg
Por volta da década de 1920, Otto Heinrich Warburg e seu grupo concluíram que a privação de glicose e oxigênio nas células tumorais leva à falta de energia, resultando em morte celular. O bioquímico Herbert Grace Crabtree ampliou ainda mais a pesquisa de Warburg, descobrindo influências ambientais ou genéticas. Crabtree observou que a levedura Saccharomyces cerevisiae prefere a fermentação que leva à produção de etanol à respiração aeróbica, em condições aeróbicas e na presença de uma alta concentração de glicose - o efeito Crabtree. Warburg observou um fenômeno semelhante em tumores - as células cancerosas tendem a usar a fermentação para obter energia, mesmo em condições aeróbicas - cunhando o termo "glicólise aeróbica". O fenômeno foi posteriormente denominado efeito Warburg em homenagem ao seu descobridor. Warburg levantou a hipótese de que as mitocôndrias disfuncionais podem ser a causa da taxa mais alta de glicólise observada nas células tumorais, bem como uma causa predominante do desenvolvimento do câncer.

## Base
As células normais liberam energia principalmente por meio da glicólise, seguida do ciclo do ácido cítrico mitocondrial e da fosforilação oxidativa. No entanto, a maioria das células cancerosas libera energia predominantemente por meio de uma alta taxa de glicólise seguida pela fermentação do ácido lático, mesmo na presença de oxigênio em abundância. A glicólise anaeróbica é menos eficiente do que a fosforilação oxidativa para a produção de ATP e leva ao aumento da geração de metabólitos adicionais que podem beneficiar particularmente as células em proliferação. O efeito Warburg tem sido muito estudado, mas sua natureza precisa permanece desconhecida, o que dificulta o início de qualquer trabalho que explore seu potencial terapêutico.
Otto Warburg postulou que essa mudança no metabolismo é a causa fundamental do câncer, uma afirmação agora conhecida como a hipótese de Warburg. Atualmente, acredita-se que as mutações nos oncogenes e nos genes supressores de tumor sejam responsáveis pela transformação maligna, e o efeito Warburg é considerado um resultado dessas mutações e não uma causa.

## Forças motrizes
Hipóteses mais antigas, como a hipótese de Warburg, sugerem que o efeito Warburg pode ser simplesmente uma consequência de danos às mitocôndrias no câncer. Também pode ser uma adaptação a ambientes com pouco oxigênio dentro dos tumores ou um resultado de genes do câncer que desligam as mitocôndrias, que estão envolvidas no programa de apoptose da célula que mata as células cancerosas.

### A fermentação favorece a proliferação celular
Como a glicólise fornece a maioria dos blocos de construção necessários para a proliferação celular, foi proposto que tanto as células cancerosas quanto as células normais em proliferação precisam ativar a glicólise, apesar da presença de oxigênio, para proliferar. A produção ineficiente de ATP só é um problema quando os nutrientes são escassos, mas a glicólise anaeróbica é favorecida quando os nutrientes são abundantes. A glicólise anaeróbica favorece o anabolismo e evita a oxidação de preciosas ligações carbono-carbono em dióxido de carbono. Em contrapartida, a fosforilação oxidativa está associada ao metabolismo de fome e é favorecida quando os nutrientes são escassos e as células precisam maximizar a extração de energia livre para sobreviver. Essas compensações podem ser teoricamente associadas ao comportamento de Giffen na economia.
As evidências atribuem algumas das altas taxas glicolíticas anaeróbicas a uma forma superexpressa de hexoquinase ligada à mitocôndria, responsável por impulsionar a alta atividade glicolítica. No câncer de rim, esse efeito pode ser devido à presença de mutações no gene supressor de tumor von Hippel-Lindau, que regula positivamente as enzimas glicolíticas, incluindo a isoforma de emenda M2 da piruvato quinase. A mutação do TP53 afeta o metabolismo energético e aumenta a glicólise no câncer de mama.
O efeito Warburg está associado à captação e ao uso da glicose, pois isso está relacionado à regulação da atividade mitocondrial. A preocupação está menos no dano mitocondrial e mais na mudança de atividade. Por outro lado, as células tumorais exibem taxas aumentadas de glicólise que podem ser explicadas pelo dano mitocondrial.

## Alvos moleculares
A partir de 2013, os cientistas estavam investigando a possibilidade de valor terapêutico apresentado pelo efeito Warburg. O aumento da absorção de nutrientes pelas células cancerosas foi considerado um possível alvo de tratamento pela exploração de uma ferramenta crítica de proliferação no câncer, mas ainda não está claro se isso pode levar ao desenvolvimento de medicamentos com benefícios terapêuticos. Foram desenvolvidas muitas substâncias que inibem a glicólise e, portanto, têm potencial como agentes anticâncer, incluindo SB-204990, 2-deoxi-D-glicose (2DG), 3-bromopiruvato (3-BrPA, ácido bromopirúvico ou bromopiruvato), 3-bromo-2-oxopropionato-1-propil éster (3-BrOP), 5-tioglicose e ácido dicloroacético (DCA).
Um ensaio clínico para o 2-DG [2008] mostrou um acúmulo lento e foi encerrado. A partir de 2017, ainda não há evidências que apoiem o uso do DCA para o tratamento do câncer.
O ácido alfa-ciano-4-hidroxicinâmico (ACCA; CHC), um inibidor de pequenas moléculas de transportadores de monocarboxilato (MCTs; que evitam o acúmulo de ácido lático em tumores), foi usado com sucesso como alvo metabólico em pesquisas pré-clínicas de tumores cerebrais. Inibidores de MCT de maior afinidade foram desenvolvidos e estão atualmente em testes clínicos pela AstraZeneca.
O ácido dicloroacético (DCA), um inibidor de molécula pequena da piruvato desidrogenase quinase mitocondrial, "regula negativamente" a glicólise in vitro e in vivo. Pesquisadores da Universidade de Alberta teorizaram em 2007 que o DCA pode ter benefícios terapêuticos contra muitos tipos de câncer.
A piruvato desidrogenase catalisa a etapa limitadora da taxa na oxidação aeróbica da glicose e do piruvato e liga a glicólise ao ciclo do ácido tricarboxílico (TCA). O DCA atua como um análogo estrutural do piruvato e ativa o complexo da piruvato desidrogenase (PDC) para inibir as quinases da piruvato desidrogenase e manter o complexo em sua forma não fosforilada. O DCA reduz a expressão das quinases, impedindo a inativação do PDC e permitindo a conversão do piruvato em acetil-CoA, em vez de lactato, por meio da respiração anaeróbica, permitindo assim que a respiração celular continue. Por meio desse mecanismo de ação, o DCA atua para neutralizar o aumento da produção de lactato exibido pelas células tumorais, permitindo que o ciclo TCA o metabolize por fosforilação oxidativa. O DCA ainda não foi avaliado como um tratamento exclusivo para o câncer, pois a pesquisa sobre a atividade clínica do medicamento ainda está em andamento, mas demonstrou ser eficaz quando usado com outros tratamentos contra o câncer. A neurotoxicidade e a farmacocinética do medicamento ainda precisam ser monitoradas, mas se suas avaliações forem satisfatórias, ele poderá ser muito útil, pois é uma molécula pequena e barata.
Lewis C. Cantley e colegas descobriram que a M2-PK tumoral, uma forma da enzima piruvato quinase, promove o efeito Warburg. A M2-PK tumoral é produzida em todas as células que se dividem rapidamente e é responsável por permitir que as células cancerígenas consumam glicose em um ritmo acelerado; ao forçar as células a mudar para a forma alternativa da piruvato quinase, inibindo a produção da M2-PK tumoral, seu crescimento foi contido. Os pesquisadores reconheceram o fato de que a química exata do metabolismo da glicose provavelmente variava entre as diferentes formas de câncer; no entanto, a PKM2 foi identificada em todas as células cancerosas que eles testaram. Essa forma de enzima geralmente não é encontrada em tecidos quiescentes, embora aparentemente seja necessária quando as células precisam se multiplicar rapidamente, por exemplo, na cicatrização de feridas ou na hematopoiese.

## Modelos alternativos

### Efeito Warburg reverso
Um modelo chamado "efeito Warburg reverso" descreve células que liberam energia por glicólise, mas que não são células tumorais, e sim fibroblastos do estroma. Nesse cenário, o estroma é corrompido por células cancerosas e se transforma em fábricas para a síntese de nutrientes ricos em energia. As células, então, pegam esses nutrientes ricos em energia e os utilizam para o ciclo TCA, que é usado para a fosforilação oxidativa. Isso resulta em um ambiente rico em energia que permite a replicação das células cancerígenas. Esse fato ainda corrobora a observação original de Warburg de que os tumores apresentam uma tendência a criar energia por meio da glicólise anaeróbica.

### Efeito Warburg inverso
Outro modelo foi descrito em células tumorais em um modelo de obesidade chamado de inversão do efeito Warburg. Enquanto no modelo inverso, o estroma do microambiente produz nutrientes ricos em energia, em um contexto de obesidade esses nutrientes já existem na corrente sanguínea e no fluido extracelular (ECF). Dessa forma, os nutrientes altamente energéticos entram diretamente no TCA e, posteriormente, na fosforilação oxidativa, enquanto o lactato e os aminoácidos glicogênicos seguem o caminho oposto ao proposto por Warburg, que é a produção de glicose por meio do consumo de lactato.

## Metabolismo do câncer e epigenética
O uso de nutrientes é drasticamente alterado quando as células recebem sinais para proliferar. As alterações metabólicas características permitem que as células atendam às grandes demandas biossintéticas associadas ao crescimento e à divisão celular. As alterações nas enzimas glicolíticas que limitam a taxa redirecionam o metabolismo para apoiar o crescimento e a proliferação. A reprogramação metabólica no câncer se deve, em grande parte, à ativação oncogênica das vias de transdução de sinal e dos fatores de transcrição. Embora menos bem compreendidos, os mecanismos epigenéticos também contribuem para a regulação da expressão do gene metabólico no câncer. Reciprocamente, o acúmulo de evidências sugere que as alterações metabólicas podem afetar o epigenoma. Compreender a relação entre o metabolismo e a epigenética nas células cancerosas pode abrir novos caminhos para estratégias anticâncer.

## Efeito Warburg em células não cancerígenas
Um rápido aumento no metabolismo é necessário durante a ativação dos linfócitos T, que residem no sangue periférico contendo concentrações estáveis de glicose. Como a glicose é abundante, as células T podem mudar para o uso rápido da glicose usando o coreceptor CD28. Essa sinalização CD3/CD28 é paralela à sinalização da insulina, pois ambas levam a uma maior expressão do transportador de glicose 1 (Glut-1) na superfície da célula por meio da ativação da quinase Akt. A transdução do sinal CD28 não só leva a uma maior captação de glicose, mas também a uma maior taxa de glicólise. A maior parte da glicose absorvida pelos linfócitos T ativados é metabolizada em lactato e eliminada das células.